# Verrières (Puy-de-Dôme)
Verrières é uma comuna francesa na região administrativa de Auvérnia-Ródano-Alpes, no departamento Puy-de-Dôme. Estende-se por uma área de 3,36 km². Em 2010 a comuna tinha 73 habitantes (densidade: 21,7 hab./km²).